# Ихарой
Ихарой (чечен. Ихӏорие) — село в Веденском районе Чеченской Республики. Входит в состав Хойского сельского поселения.

## География
Село расположено на левом берегу реки Ахкеты, к юго-западу от районного центра Ведено.
Ближайшие населённые пункты: на северо-востоке — Хой, на северо-западе — хутор Кханчи-Эвла и село Макажой, на юго-западе — Харкорой, Тунжи-Аул и Буни, на юго-востоке — Тандо и Ансалта (Дагестан).

## История
Родовое село тайпа Ихорой. До упразднения Чечено-Ингушской АССР в 1944 году, входило в состав Чеберлоевского района. Ныне, согласно планам восстановления Чеберлоевского района, село планируется передать в его состав.

## Население
| 2010 |
| ---- |
| 8    |

## Галерея

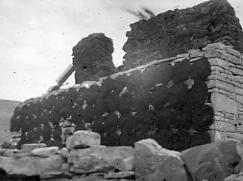
Сушка навоза на стене дома
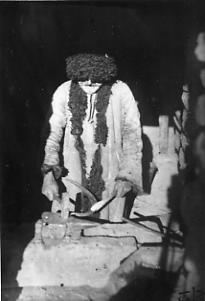
Старик за кузнечной работой
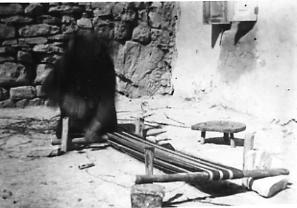
Навивание основы для тканья
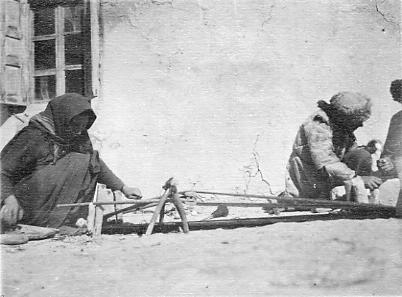
Женщина за стацким станком
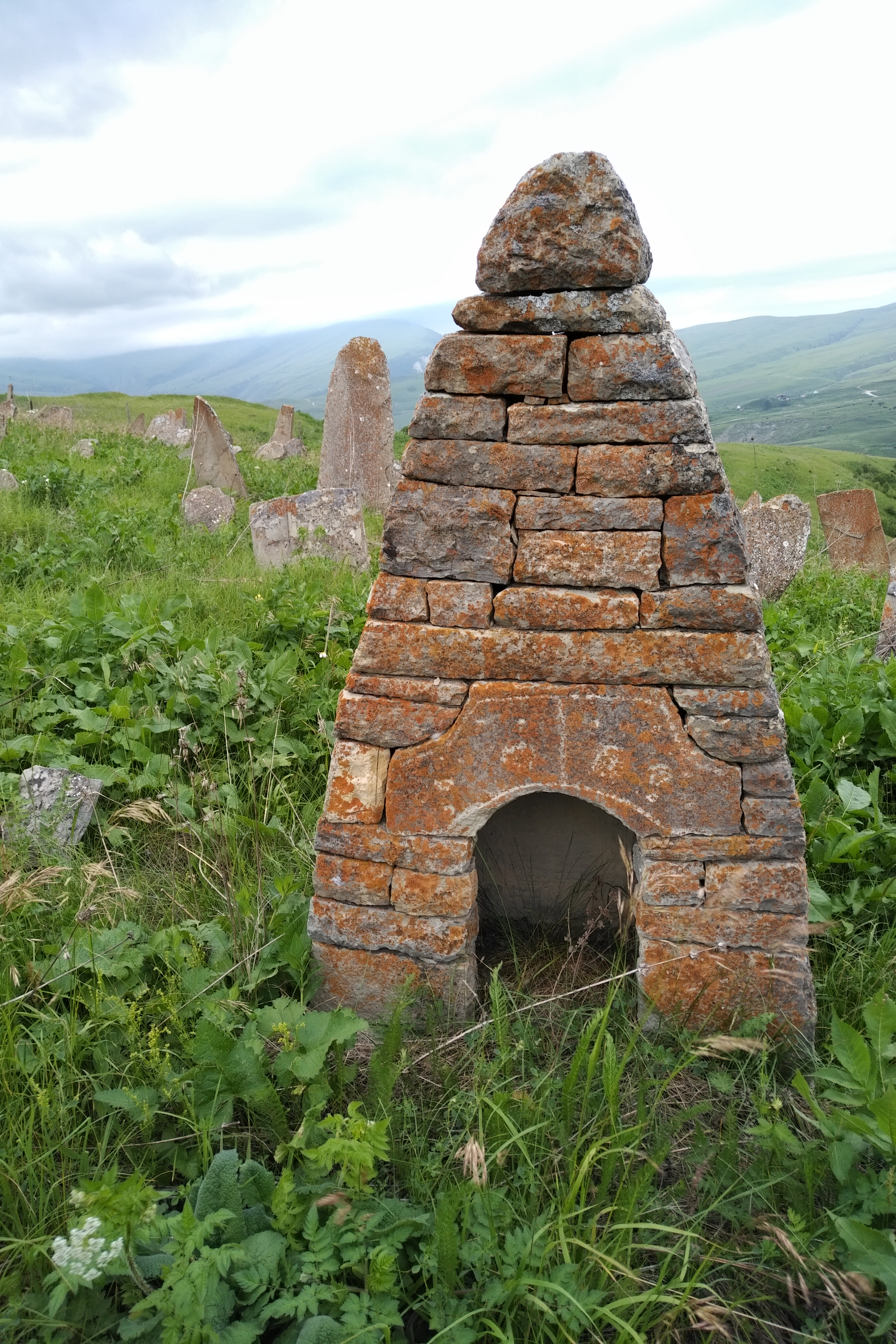
Древняя могила в кладбище Ихароя.